# Innamorati dispettosi
Innamorati dispettosi (The Lady Says No) è un film del 1951 diretto da Frank Ross.

## Trama
Dorinda Hatch è una scrittrice di un libro per donne, di successo intitolato "The Lady Says No", che parla di come mettersi in guardia sui "pericoli" degli uomini. Bill Shelby, il bellissimo fotografo che lavora per la rivista nazionale "Life", arriva nella sua città per fare un servizio su di lei, e la situazione si complica.